# هندسة وصفية

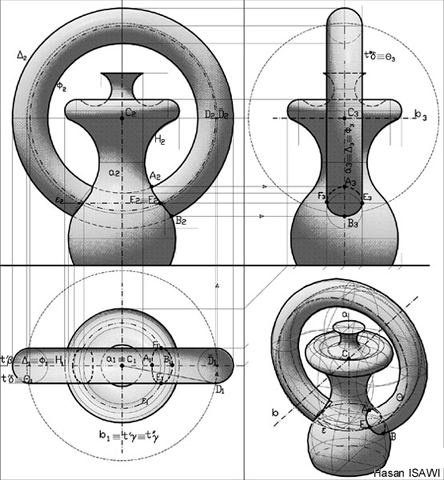

الهندسة الوصفية هي علم يبحث عن طرق تمثيل الأجسام الهندسية المختلفة على سطح مستوي مثل سطح ورقة الرسم (أو على شاشة الحاسوب). وكما يقول غاسبار مونج «الغرض الأساسي للهندسة الوصفية هو الإظهار بدقة أشكال ثلاثية الأبعاد بواسطة رسومات ثنائية الأبعاد الخاضعة لتعريفات صارمة»، في تعريف مونج يوجد أيضا هدف ثاني وهو «استخلاص من الوصف الدقيق للمجسمات كل ما يليها من شكل ومواضع، وبهذا المعنى، الهندسة الوصفية هي وسيلة بحث للحقيقة العلمية وتعطي أمثلة على الانتقال الدائم من المعروف إلى المجهول».
تعتبر الهندسة الوصفية فرع من فروع الهندسة التركيبية (Synthetic geometry) أو البديهية (Axiomatic geometry)، التي تسعى من خلال طرق الإسقاط المختلفة ((مركزية، موازية))، لإظهار العلاقات الهندسية المتبادلة بين النقاط والخطوط والمستويات والحجوم، بهدف الوصول، من خلال البحث العلمي المستمر والإجراءات الإسقاطية المختلفة (البديلة للهندسة التحليلية)، إلى مساعدة المصمم على ترجمة أفكاره إلى أشكال فراغية لا لبس فيها.
وبالتالي تساعد الطالب المصمم على:
- تنمية مهاراته المفاهيمية للفراغ الهندسي.
- وصف الفراغ الهندسي بدقة من خلال رسومات ثنائية الأبعاد أو نمذجة ثلاثية الأبعاد.
- ة حل مسائل القياس الخطية والزاوية.
- حل المشكلات الإدراكية (منظور) للأشكال الهندسية المختلفة.
تعتمد الهندسة الوصفية، كنقطة انطلاق، على مبادئ الهندسة الإسقاطية بكل نظرياتها وقواعدها المعروفة.

## مقدمة
علم الهندسة هو أحد فروع الرياضيات الذي يعتنى بدراسة الخواص المترية للخطوط والسطوح من أطوال وزوايا ومساحات وحجوم وكذلك الخواص غير المترية أو الخواص الإسقاطية وهي الخواص التي لا تعتمد على الاطوال والزوايا ولا تتغير بالإسقاط مثل درجة المنحنى والنسبة المضاعفة وغيرهما وتتشعب تصنيفات الجيومترى إلى عدة شُعب فمن حيث أسلوب التمثيل تنقسم إلى الهندسة البيانية التي تضم الهندسة الوصفية وغيرها والهندسة التحليلية التي تضم الهندسة التفاضلية والهندسة الحسابية وغيرها ومن حيث موضوع التمثيل إلى الهندسة المستوية والهندسة الفراغية كما تنتمي الهندسة الإسقاطية وعلم الطوبولوجى إلى الجيومترى.
في كل من الهندسة الفراغية والتحليلية والتفاضلية والحسابية يتم التعبير عن الخطوط والسطوح وما يتعلق بهما من مسائل بعلاقات ومعادلات رياضية. أما في الهندسة الوصفية فيتم تمثيل هذه الخطوط والسطوح بالطرق البيانية حيث تكون وسيلة التمثيل في هذه الحالة هي طرق الإسقاط المختلفة، لذا فإن طريقة التمثيل في الهندسة الوصفية تكون برسم مساقط للخطوط والسطوح على أسطح إسقاط أو أسطوانية أو كروية وتبعا لطريقة الإسقاط ونوع سطح الإسقاط فإن هذه المساقط تعبر تعبيرا كاملا عن طريق هذه المساقط وكذلك تعيين أبعادها في الفراغ كما أن كثير من المسائل الرياضية المتعلقة بهذه الخطوط والسطوح يكون حلها أحيانا أيسر وأسرع إذا استخدمت الهندسة الوصفية بدلا من الرياضيات التقليدية وبجانب هذا فإن الهندسة الوصفية تساعد على تنمية ملكه التصور والتخيل والتفكير الرياضي المنطقي ولها استخدامات عملية كثيرة فنجد أنها تستخدم في رسم الصور المنظورة والظلال التي تضيف على الرسومات المعمارية طابعا يجعلها أقرب إلى الطبيعة كما تستخدم في حل بعض مسائل الفلك والميكانيكا وينتفع بنظرياتها في الفوتوجرامترى وعمل الخرائط الجغرافيا والطبوغرافيا اللازمة للمهندس المدني في تخطيط مشاريعه من ترع ومصارف وجسور... إلخ، كما تستخدم أيضا في تصميم الآليات الفراغية الميكانيكية وتعيين سرعتها وعجلاتها وتستخدم في الهندسة البحرية وهندسة الطيران في تصميم هياكل السفن والطائرات وتحديد ما يعرف بخطوط المياه وخطوط القطاعات الطولية لجانب السفينة أو الطائرة.
ومع ازدياد استخدام الحاسب الآلي في التصميم الهندسي ازدادت أهمية الهندسة الوصفية وأصبح يعقد لها مؤتمرات عالمية للوقوف على طرق استخدامها على الحاسب الآلي في شتى فروع الهندسة فنجد أنها تستخدم بجانب الهندسة الحسابية في تصميم وتطوير البرامج المعروفة باسم كاد كما تستخدم في تصميم برامج الحاسب الآلي التي تحلل حركه نقطة في الفراغ وسط مجموعة من العوائق حيث يدخل هذا التحليل في تصميم الإنسان الألى المستخدم حاليا في معظم مصانع السيارات.
ويرجع الفضل في وضع أساس ونظريات علم الهندسة الوصفية إلى العالم الرياضي الفرنسي غاسبار مونج (1764 - 1818) الذي جمع الأسس والنظريات في كتابه المشهور الذي نشر سنة 1779 وهو بعنوان Essais sur la Géométrie Descriptive (اختبارات على الهندسة الوصفية).

## تاريخ
منذ الحضارات القديمة في مصر، قد تجلى من الرسومات الهليلجيه في القبور، الاستخدام الصحيح للإسقاطات المتعامدة. في القرن الأول قبل الميلاد والقرن الأول بعد الميلاد فيتروفيو (Vitruvius)، في كتبة، بعنوان دي اركيتيتورا De architectura ، استخدمت المساقط الرأسية والعمودية في رسوم المباني والمصانع ولقبت إكونوكرافيا وأورتوكرافيا (iconography and orthography).
في وقت لاحق ياكوبو باروتسو (Jacopo Barozzi) في عملة:«الخمسة عناصر للهندسة المعمارية» (five orders of architecture) استعملت المساقط العمودية التي تشبه طريقة غاسبر مونج (Gaspard Monge). خلال الفترة نفسها، ألبريخت دويرر (1471-1528- Albrecht Dürer) عمل رسوم وإجراءات تتعلق بالقطع المخروطية، كقطاعات مستوية للمخروط وعمق أيضا دراسة المنظور (perspective).
في 1600 العلماء غوارينو غواريني (Guarino Guarini) وجيرارد ديساركس (Girard Desargues) قد وضعوا أسس الهندسة الوصفية" كما سميت من قبل الباحث الفرنسي غاسبار مونج (Gaspard Monge 1746- 1818). في 1700 نشر كتاب "الهندسة الوصفية" التي تطرح فيها القواعد الأساسية لهذا العلم الجديد. القواعد التي تهدف، قبل كل شيء، أن تمثل على نفس مستوى الأشياء ثلاثية الأبعاد. في الوقت الحاضر الهندسة الوصفية تشمل الهندسة الإسقاطية (projective geometry). التي أهم نتائجها دُرست من قبل العالم جان فيكتور بونسيليت (Jean Victor Poncelet 1788-1867) تلميذ غاسبار مونج. الهندسة الإسقاطية عرضت مفهوم هندسي جديد تتعلق بالهيئة اللانهائية (النقطة اللانهائية، الخط اللانهائي والمستوى اللانهائي). هذا يؤدي إلى وجود اختلاف كبير مع القاعدة الخامسة لهندسة إقليدس (325 ق.م - 265 ق.م)، في حين أن النسبة المتبقية من قواعد أرشميدس تبقى صحيحة.

## تخصصات الرسم
الرسم هو الوسيلة التي يستخدمها المهندس لتكوين وتواصل المشروع المعماري. ليس الرسم الناتج من بديهية وخبرة فنان ماهر، لأن المهندس المعماري لا يهتم فقط بجماليات المبنى، بل أيضاً بالتحقق من الشكل والمقاس والمواصفات التقنية، وبصفات أخرى كثيرة. والتي يمكن تلخيصها بالمصطلح التحكم المتري والإدراكي. على وجه الخصوص، من خلال استخدام الهندسة الوصفية، يمارس المهندس كيفية إنشاء النماذج الرسومية للأشكال في الفراغ ثلاثي الأبعاد ويدرس خصائصها الهندسية.
لتنفيذ رسومات المشروع، يحتاج المهندس أولا إلى مهارته في الرسم الحر، ولكن يجب أيضا ترجمة بديهية وتلقائية الرسم الحر إلى مخططات دقيقة، والتي يمكن رسمها بالمسطرة والفرجار وغيرها من أدوات الرسم التقني. من بين هذه الأدوات منذ أواخر الثمانينيات تم إدخال الكمبيوتر، والذي يستخدم الآن على نطاق واسع ويسمح ليس فقط بالرسم ثنائي الأبعاد، بل أيضا بنمذجة مجسمات افتراضية ثلاثية الأبعاد.
دون هذه الأداة، لم يكن من الممكن إنجاز الكثير من المشاريع المعمارية الجريئة في السنوات الأخيرة. ونستنتج من ذلك أن تدريس الرسم في كلية الهندسة المعمارية، يجب أن يدمج المقررات التالية:
- الرسم الحر، الذي لا يزال الوسيلة الأكثر فعالية والأسرع لتسجيل فكرة فراغية ما.
- الهندسة الوصفية والتي تدرب على إدراك الفراغ وفهم قواعده وأساليب اظهارة.
- وأخيرا الرسم التقني، بما في ذلك الرسم الرقمي.

هذه التخصصات تساهم جميعها في تشكيل فكر طالب العمارة في السنوات الدراسية الأولى، وإعطائه القدرة على تصميم الفراغات المعمارية المثيرة للاهتمام في السنوات اللاحقة.
أساليب الهندسة الوصفية (من منظور، الإسقاط المزدوج العمودي (Monge method) والاسقاط الاكسونومتري (axonometry) تقوم أساسا على عمليتين أساسيتين:الإسقاط والتقاطع.
أساليب الهندسة الوصفية تصنف، بصفة عامة، وفقا لطبيعة مركز الإسقاط م. عندما م تكون نقطة نهائية (على مسافة محدودة)، الإسقاط يُسمى، إسقاط مركزي (أو منظور) ويُسمى إسقاط متوازي (عمودي)، عندما م تكون نقطة لانهائية (على مسافة لانهائية).
- إسقاط مركزي (أو طريقة المنظور).
  - استرداد منظوري (بالإيطالية:fotorestituzione).
  - نظرية الظل من مصدر ضوء على مسافة محدودة.
- إسقاط متوازي
  - إسقاط عمودي
    - إسقاط اكسونومتري
    - طريقة مونج (أو الإسقاط المزدوج العمودي)
    - il metodo delle proiezioni quotate

  - إسقاط مائل
    - إسقاط اكسونومتري
      -         - نظرية الظل من مصدر ضوء على مسافة غير محدودة.

## مفاهيم
تمنح الهندسة الوصفية القدرة على التعبير عن المفاهيم وحل المشكلات الفراغية بمختلف أنواعها ، وتحفز الخيال الهندسي بشكل فعال. ولتحقيق ذلك يجب طرح مشاكل بصعوبات تدريجية، والتي ، حسب ترتيبها المنطقي ، يمكن للطالب إتقانها بنفسه بمساعدة جرعات صغيرة من المفاهيم النظرية. ومنها المسائل حول الموضع والقياس والتقاطع، مثل شروط الانتماء والتعامد والتوازي والشكل الحقيقي ... الخ. ويجب على الطالب حل المسائل المختلفة في هذا الشأن لتعزيز الفهم والتطبيق. ويجب على المدرس تقديم كل البيانات والاقتراحات والتحليلات والعروض التوضيحية والحلول التطبيقية لحل المشكلات الهندسية المختلفة. وينبغي ايضا طرح العديد من المشكلات الإضافية، التي على الطالب استبدالها أو تطبيقها بشكل مختلف.
بعض المفاهيم الأساسية للهندسة الوصفية هي:
- تعريف الكيانات الهندسية الاساسية (نقطة، خط، مستوى، اتجاه (نقطة لانهائية) وميلان (خط لانهائي).
- شروط الانتماء: نقطة على خط، خط على سطح ونقطة على سطح.
- حالات التقاطع: بين خطين، بين خط وسطح، وبين سطحيين.
  - شروط التوازي والتعامد (كحالات خاصة للتقاطع).
- شروط التماس وخصوصاً بين المخروطيات وبين الأسطح الدورانية.
- التقابل، التماثل، التماثل المعاكس، التألف المنظوري، التألف، التحول، التحول المعاكس وارتداد.

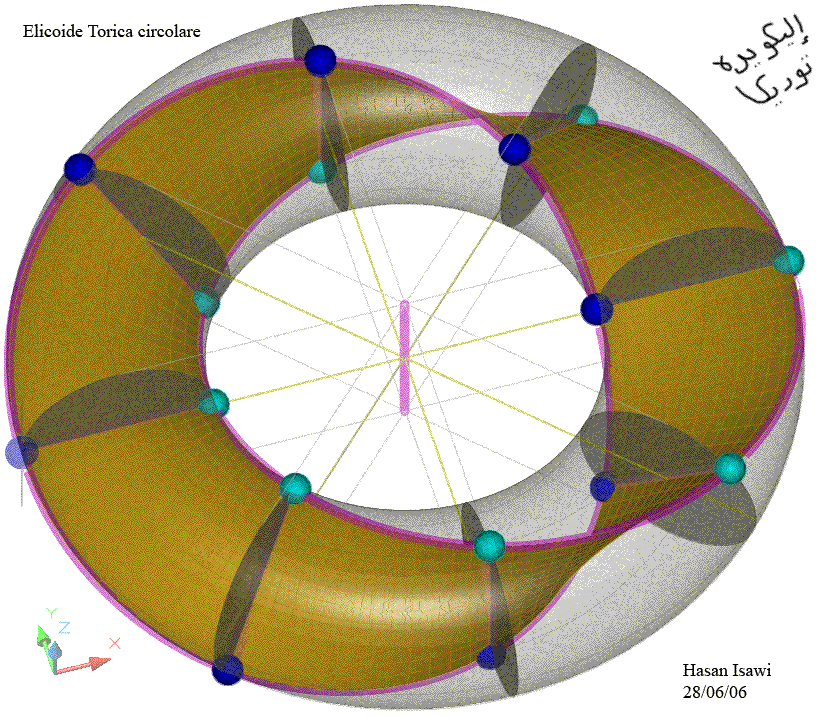

## تأملات
- في بعض الحالات من المهم الأخذ في الاعتبار النمذجة الرقمية (3D modeling) كأداة أساسية لفهم بعض الهندسيات الفراغية التي قد تكون في بعض الأحيان معقدة لدرجة أنها تجعل من المستحيل التحكم بها من خلال الطرق التقليدية، التي تعتمد على الإسقاطات المستوية التي تدرسها مادة الهندسة الوصفية.[3]
- لا يمكننا تقييم كفاءة تدريس الهندسة الوصفية باستخدام الوسائل التقليدية أو الرقمية أن لم يتم متابعة الطلاب لمدة قد تدوم عدة سنوات أو على الأقل حتى مرحلة مقررات التصميم المتقدمة. وفقط عندئذ يمكن أن نعرف أفضلية هذه أو تلك الطريقة في تدريس الهندسة الوصفية وكفاءتها الفعلية في ممارسة تفكير الطلاب على إدراك مفهوم الفراغ وتحقيقه بعد ذلك في تمثيل حجوم معمارية مثيرة للاهتمام من الناحية الهندسية والوظيفية.[4]
- المفارقة هي أن الهندسة التركيبية بإجراءاتها الوصفية تحدد نقطة معينة بطريقة لا لبس فيها، بينما التحليلية تحاول تقريبها بأرقامها الكثيرة.[5]
- تستخدم الهندسة الوصفية لغة بسيطة للتعبير عن الأفكار الأساسية للفراغ ثلاثي الأبعاد دون اللجوء إلى اللغة الرياضية المجردة، وبالتالي يمكن فهمها حتى من قبل أولئك الذين ليس لديهم خلفية علمية.[6]

## معرض صور

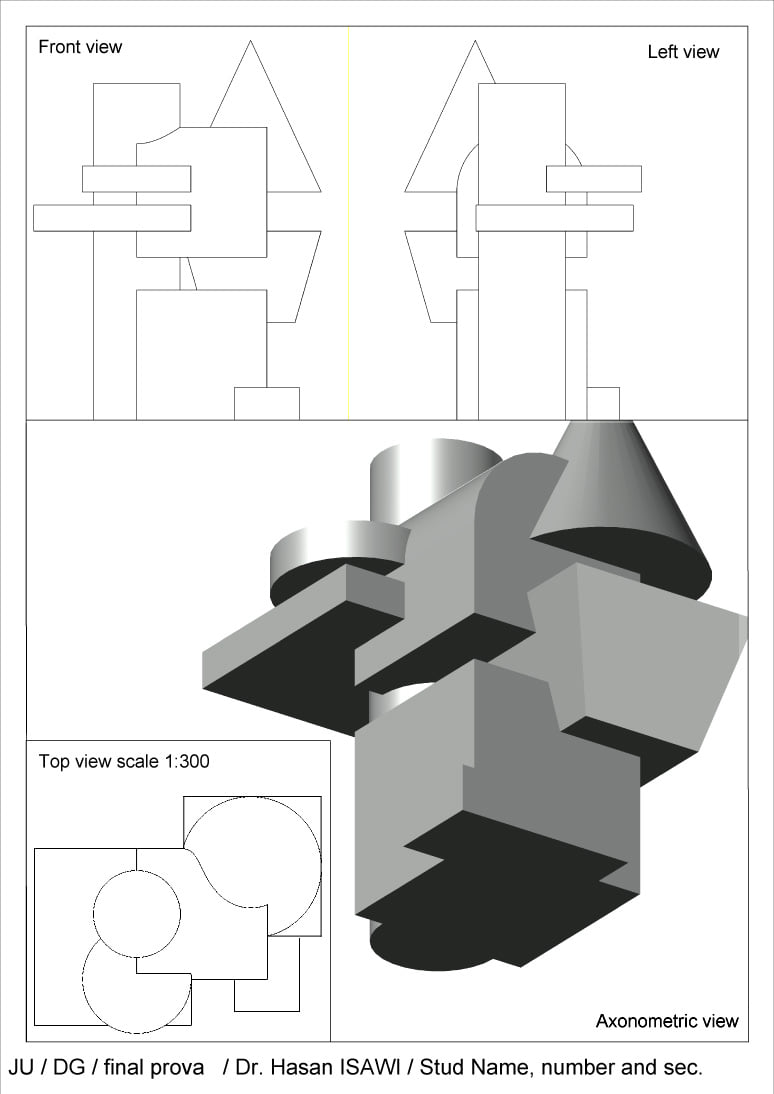
تكوينة من الأحجام المتقاطعة مع بعضها البعض , والتي تشتمل على أهرامات ، ومتوازي مستطيلات ، واسطوانات ، ومخاريط. وتم اظهارها بطريقة الإسقاطات العمودية والاكسنومتري
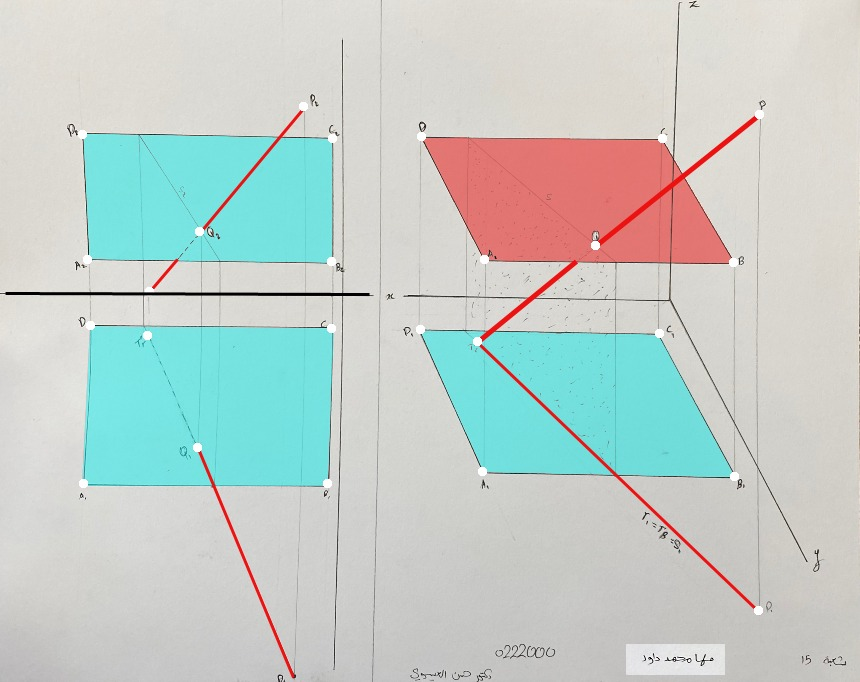
تقاطع بين خط مستقيم وسطح مستوي
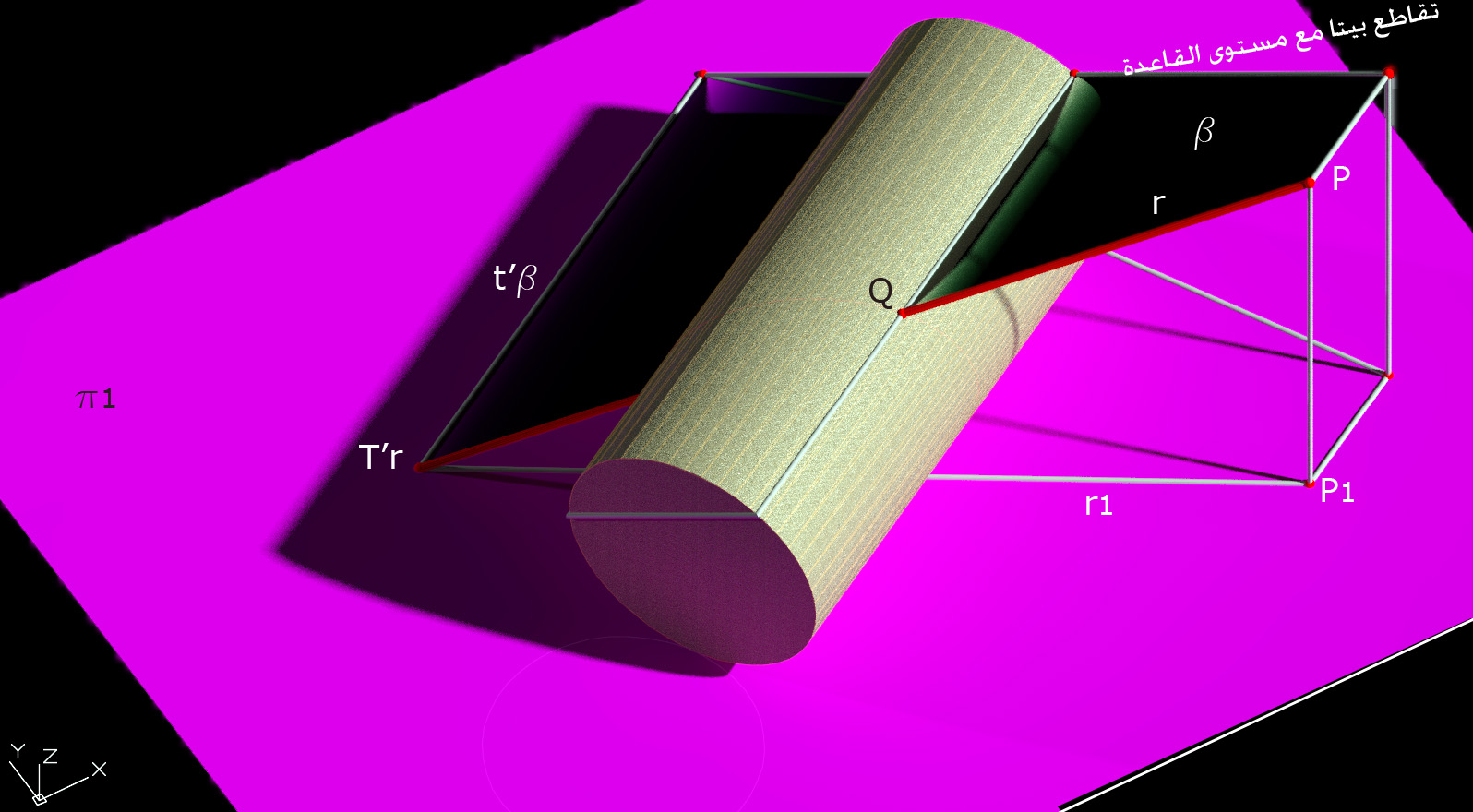
نقطتي تقاطع خط (r) في وضع عام مع أسطوانة دائرية بمحور أفقي
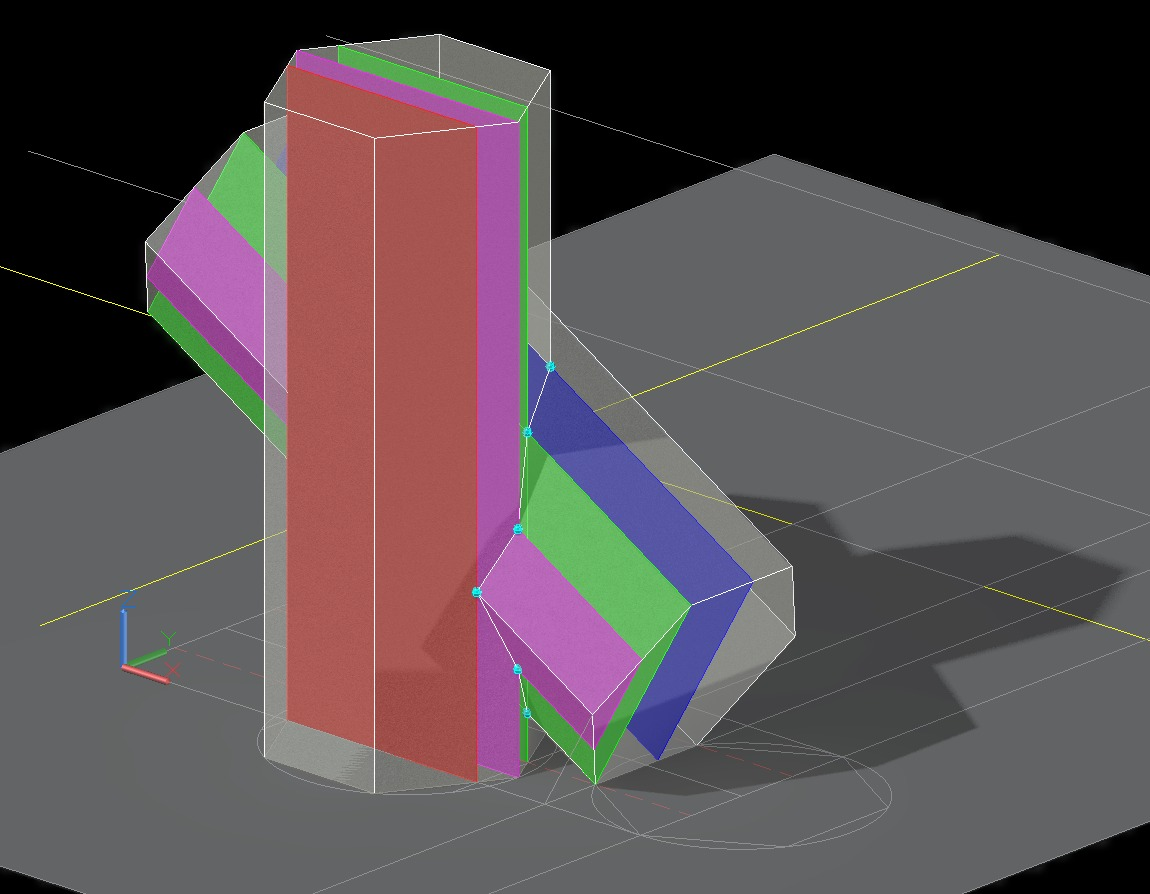
حالة تقاطع بين منشورين سداسيين واحد منهما رأسي والآخر مائل

## طالع أيضاً

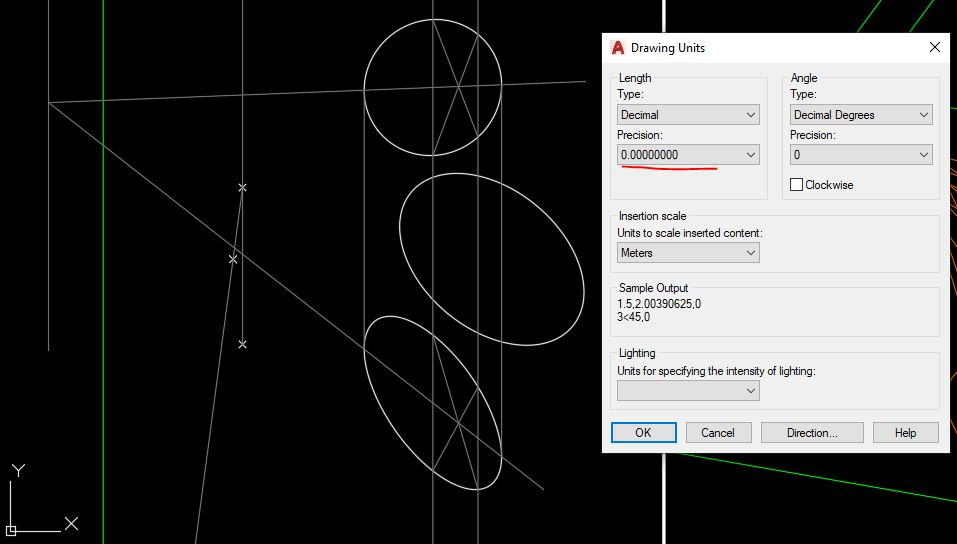
رسومات متعلقة ببحث حول شروط المماس بين قطوع مخروطية متخالفة